# Masjinostrojenija
Masjinostrojenija (Ryska: НПО машиностроения) är en konstruktionsbyrå baserad i en förort till Moskva, Reutov. Den grundades 1944 under beteckningen OKB-52. Konstruktionsbyrån leddes från starten av Vladimir Tjelomej fram tills hans död 1984. Byrån konkurrerade med OKB-1 om uppdraget att driva det Sovjetiska månprogrammet.
1. 1 2  hämtat från: ryskspråkiga Wikipedia.[källa från Wikidata]